# Cardeal (ave)
Cardeais são aves da ordem Passeriformes do género Paroaria. Ave de extrema beleza, sua principal característica é o topete eriçado de um vermelho intenso, que invade também o peito em ambos os sexos. As partes inferiores são acinzentadas, os olhos são marrons escuros, as pernas são negras, e a região ventral é esbranquiçada. Possuem um canto alto e metálico.[carece de fontes?]
Habitat: Vive em áreas abertas, com formações vegetais mais altas. Habitualmente, prefere postar-se em lugares altos. Em geral, suportam bem as variações de temperatura e os rigores do inverno.[carece de fontes?]
Reprodução:
Antes do acasalamento, o macho corteja a fêmea, dançando em frente a ela, com as penas da cauda abertas e algo no bico. Na natureza, prefere construir seu ninho em vegetação mais densa, situando-o entre 2 a 4 m do solo. A postura constitui-se de 3 a 4 ovos, para os quais, macho e fêmea se alternam na incubação durante aproximadamente 15 dias. Após 14 e 17 dias, os filhotes deixam o ninho. Em seguida, os pais continuam a alimentar os filhotes, por mais 2 ou 3 semanas até que os mesmos adquiram autonomia. Como são pássaros da fauna nacional, são proibidos de serem mantidos em cativeiro sem a permissão do IBAMA. [carece de fontes?]

## Espécies
- Cardeal-de-topete-vermelho (Paroaria coronata)
- Cardeal-do-nordeste (Paroaria dominicana)
- Cardeal-da-amazônia (Paroaria gularis)
- Cardeal-de-goiás (Paroaria baeri)
- Cardeal-do-pantanal (Paroaria capitata): considerado extinto no estado de São Paulo, Brasil